# Punk français
Genres associés
Rock français, rock alternatif
Le punk français désigne la culture et la musique punk rock en France. Le punk français émerge en 1976, inspiré par les groupes du genre américains comme les Stooges. Les premiers groupes punk français sont Asphalt Jungle, Metal Urbain, Bijou, Stinky Toys et Plastic Bertrand popularise le style. Dès les années 1980, la vague punk se popularise et se médiatise significativement en France, souvent sous le nom de rock alternatif, avec des groupes emblématiques comme La Souris déglinguée, Bérurier Noir, Garçons Bouchers, Parabellum, OTH jusqu'à la fin de la décennie. La scène punk française reste active jusqu'à nos jours, avec des groupes tels que Tagada Jones, Les Sales Majestés, Burning Heads, Paris Violence, Zabriskie Point ou encore Guerilla Poubelle.

## Histoire

### Origines et débuts (1976-1980)
La scène punk rock émerge à Paris dès 1974[réf. nécessaire], inspirée par Lou Reed, les Stooges, les Flamin' Groovies ou les New York Dolls[réf. nécessaire]. Le journaliste Yves Adrien ou le producteur Marc Zermati, fondateur du label Skydog et manager de Bijou, en sont une des figures influentes, notamment grâce à leur magasin de disques l'Open Market. Le genre est représenté par des formations éphémères, comme les Young Rats ou les Lou's, groupe exclusivement féminin[réf. nécessaire]. Au cours de ces années 1970, des journalistes et des musiciens s’intéressent au punk français dans ce qui fait sa spécificité, et tentent d’en cerner l’originalité à travers des textes que l’on pourrait qualifier de « théoriques » : Yves Adrien (« Je chante le rock électrique », 1973), Patrick Eudeline (L’aventure punk, 1977), Alain Pacadis (Un jeune homme chic, 1977).
En 1976 et 1977, Marc Zermati organise les deux premières éditions du festival punk de Mont-de-Marsan dans les Landes. Le premier réunit surtout des figures du pub rock britannique : Eddie and the Hot Rods, Dr. Feelgood, Brinsley Schwarz, Pink Fairies, et quelques groupes français dont Little Bob Story, Bijou, et Kalfon Roc Chaud. The Damned est la seule vraie formation punk. Le second accueille The Damned, The Clash, Dr. Feelgood, The Police, Little Bob Story, Asphalt Jungle, Shakin'Street ou Marie et les Garçons. Les 3 et 5 septembre 1976, les Sex Pistols donnent leurs deux seuls concerts en France au Chalet du Lac.
Des formations comme Asphalt Jungle, Gazoline, Métal Urbain et Stinky Toys figurent parmi les premiers groupes de punk francophone. Ils s'inspiraient directement de la vague punk anglaise qui défrayait la chronique avec des groupes tels que The Clash, les Sex Pistols, Crass, et de nombreux autres moins connus. Le Gibus à Paris, programme fréquemment des groupes punks anglais (comme The Slits en janvier 1978), ainsi que la scène française émergente. Toujours en 1978, un grand nombre d'artistes et groupes surfent sur la vague Ça plane pour moi de Plastic Bertrand. C'est en 1979 que se forme le groupe La Souris Déglinguée qui marquera profondément les scènes punk, oi! et rock françaises pendant toutes les années 1980.
La scène punk française est également immortalisée par des films comme La Brune et moi de Philippe Puicouyoul en 1979.

### Popularisation (1980-1990)
C'est durant les années 1980 que le punk se popularise en France, dans la scène underground. À cette période, les Bérurier Noir, issus des Lucrate Milk, font partie de ceux ayant marqué le genre punk français. Très engagé politiquement et militant, le groupe ouvre la voie au rock alternatif francophone (à ne pas confondre avec le terme « alternative » anglo-saxon). Ils opposent au « no future punk », le « yes future » et au côté destroy[Quoi ?], un esprit festif et des déguisements de clowns sur scène. En plus d'un public punk et redskin (dont certains groupes sont emblématiques tels que Brigada Flores Magon, Les Kamionërs du suicide, ou encore The Brigades), le groupe parvient ainsi à fédérer une large « partie de la jeunesse » avec des slogans tels que « La jeunesse emmerde le Front National » après la percée du parti aux élections de 1988, ce qui en fera probablement le groupe punk français le plus populaire,.
Dans leur sillage et celui du rock alternatif, il existe un certain nombre de groupes, pas forcément punk rock, mais ayant marqué les années 1980 et les punks de cette époque tels que la Mano Negra, Parabellum, Warum Joe Gogol Premier, Les Garçons bouchers, Les Porte-Mentaux, Les Négresses vertes, Les Wampas, Ludwig von 88, Wunderbach ou encore Washington Dead Cats. Parmi les groupes à la limite du punk et du rock de cette époque, il y a Oberkampf qui ont varié de la new wave au punk, OTH qui donneront plus tard les Naufragés, Les Sheriff, Les Cadavres et Les Rats, dont certains des textes ont été écrits par Géant-Vert.
En 1982, est monté par des orléanais Chaos Production, un label qui ne souhaite promouvoir que les groupes de province. Sortent alors en 1983, puis en 1984, les deux compilations Chaos en France volume 1 et 2. Décrié par les anarcho-punks[réf. nécessaire], mais, pour beaucoup[Qui ?], une majorité des groupes présents sur ce label constituent ce qu'était l'authentique scène punk française des années 1980[réf. souhaitée], avec, entre autres : Camera Silens de Bordeaux, les Bretons de Collabos et d'Al Kapott (Brest) et les Trotskids (Rennes), les orléanais fondateurs du label Komintern Sect et Reich Orgasm, Kambrones de Castres, Kidnap de Blois, ou encore No Class de Longwy. En 1985, sortira la compilation Chaos en Europe regroupant des groupes venant notamment de France, d'Allemagne, d'Italie, et d'Espagne.
Le fanzine New Wave et son label New Wave Records a sorti quatre compilations aux accents très internationaux (les compilations et les fanzines ont toujours été les vecteurs de diffusion des groupes punk) : 1984: The First Sonic World War en 1984, 1984: The Second en 1985, 1984: The Third en 1987, et 1984: The Fourth en 1990. Avec en autres : Les Cadavres, Verdun avec son anarcho-punk, Brainwash de Caen, 13ème Section, DEM qui donnera naissance à Flitox, Haine Brigade de Lyon. Ils font aussi participer des groupes précurseurs du punk hardcore/thrashcore français dès le milieu des années 1980 comme Final Blast qui sortira un split-LP avec Pariapunk, Butcher, Heimatlos, et Kromozom 4 qui sortiront également un split ensemble, les très engagés Scraps dont le chanteur rejoindra les Belges de Nations on Fire par la suite.

### Scène contemporaine
Dès le milieu des années 1990 c'est l'arrivée en France des groupes de punk hardcore. Tagada Jones fait partie d'une des premières formations à jouer un punk rock énervé et engagé, de même que Les Sales Majestés. Une nouvelle vague voit aussi le jour, influencée musicalement par la scène punk de Californie comme Burning Heads ou Seven Hate. Ils seront suivis par Dead End, Paris Violence, Les Vieilles Salopes, Uncommonmenfrommars, Zabriskie Point (groupe de François Bégaudeau) ou encore Guerilla Poubelle. D'autres ont des influences punk et crust punk comme Pourriture avec Fjord de Dissiped. Plus mélodiques et inventifs, Les Salauds de pauvres mélangent le punk de 1977 et l'influence de groupes d'emocore comme Fugazi.
Si la scène est majoritairement masculine, des groupes comme Cartouche, La Fraction , Julie Colère, HHM, Burning Lady ou bien encore The Bolokos en Guadeloupe, y apportent une note et un chant féminin[réf. nécessaire].
En 2006, le Département Musique de la Bibliothèque municipale de Lyon publie un article intitulé Le Punk : 30 ans et toujours sur la crête. Le Musée de la musique de Paris présente entre octobre 2013 et janvier 2014 l'exposition Europunk : une révolution culturelle (1976-1980), qui est entièrement consacrée au punk français.
Sorti en décembre 2013, un numéro hors-série du magazine Rock&folk « Spécial Punk » est édité. Un article de quinze pages sur le punk en France fait intervenir différents acteurs du paysage punk français du milieu des années 70.